# Кашкарово (Миякинский район)
Кашкарово (баш. Ҡашҡар) — деревня в Миякинском районе Республики Башкортостан Российской Федерации. Входит в состав Миякибашевского сельсовета. 

## География

### Географическое положение
Расстояние до:
- районного центра (Киргиз-Мияки): 22 км,
- центра сельсовета (Анясево): 8 км,
- ближайшей ж/д станции (Аксёново): 60 км.

## История
До 2008 года деревня входила в состав Николаевского сельсовета.

## Население
| 2002 | 2009 | 2010 |
| ---- | ---- | ---- |
| 86   | ↘72  | ↘58  |